# Dichecephala bilaminifrons
Dichecephala bilaminifrons är en skalbaggsart som beskrevs av César Marie Félix Ancey 1883. Dichecephala bilaminifrons ingår i släktet Dichecephala och familjen Melolonthidae. Inga underarter finns listade i Catalogue of Life.